# Mičurinsk
Mičurinsk è una città della Russia sudoccidentale.

## Geografia
La città è situata sulla sponda destra del fiume Lesnoj Voronež, 73 km a nordovest del capoluogo Tambov; è capoluogo del rajon (distretto) Mičurinskij, dal quale è però amministrativamente separata.

## Storia
La città fu fondata nel 1636 con il nome di Kozlov, per decreto dello zar Michele Romanov, come fortezza a guardia dei confini meridionali dello stato russo contro le incursioni dei tatari di Crimea e dell'Orda Nogai.
Si sviluppò nel XVIII secolo come centro commerciale e centro del distretto agricolo circostante; venne dichiarata città nel 1779 dietro decreto di Caterina II. Raggiunta dalla ferrovia proveniente da Mosca nel 1865, venne ribattezzata nel 1932 con il presente nome, in onore dello scienziato russo Ivan Vladimirovič Mičurin.
Ha dato i natali, tra gli altri, al pittore Aleksandr Gerasimov.

## Società

### Evoluzione demografica
Fonte: mojgorod.ru
- 1897: 40 300
- 1926: 53 300
- 1939: 71 500
- 1959: 80 600
- 1979: 101 200
- 1989: 109 100
- 2000: 120 700
- 2008: 90 200